# Sai Setthathirat II
Koning Somdetch Brhat Sadu Chao Jaya Setha Adiraja Sri Sadhana Kanayudha, beter bekend onder de naam Sai Setthathirat II, volgde koning Nan Tharat op als 31e en laatste koning van Lan Xang in 1698. Hij was de zoon van prins Som Phou en prinses Sumangala Kumari. Dit maakte hem zowel de kleinzoon van koning Uponyuvarat II als van koning Sulinya Vongsa. Hij groeide op in Hué (Vietnam), en keerde terug naar Lan Xang met een Vietnamees leger om de troon op te eisen van Nan Tharat. Hij slaagde hierin en installeerde zichzelf op de troon van Vientiane in 1698. De nobelen in Luang Prabang weigerden echter zijn heerschappij te erkennen, zij verdreven zijn broer die hij tot onderkoning in Luang Prabang had gekroond. In 1707 sloten ze vrede na een interventie door de koning van Ayutthaya, die hierin een uitstekende mogelijkheid zag om Lan Xang voor altijd zwak te maken. Hij verdeelde het koninkrijk in tweeën: Lan Xang Hom Khao (Koninkrijk Luang Prabang) en Lan Xang Vientiane (Koninkrijk Vientiane). Sai Setthathirat II werd de eerste koning van dit laatste koninkrijk in 1707. 
Hij regeerde als eerste koning van Vientiane onder de titel:Somdetch Brhat Chao Maha Sri Jaya Setha Adiraja Darmikaraja Chandrapuri Sri Sadhana Kanayudha vanuit Vientiane waar hij stierf in het koninklijk paleis in 1735. Hij werd opgevolgd door zijn zoon prins Ong Long. Voor zover bekend had hij 3 zoons en 1 dochter: 

- Prins (Sadet Chao Fa Jaya) Unga Lankaya (Ong Long), hij werd koning van Vientiane in 1735
- Prins (Sadet Chao Fa Jaya) Unga Bunya (Ong Boun), hij werd koning van Vientiane in 1767
- Prins (Sadet Chao Fa Jaya) Guangnaya (Khuang Na)
- Prinses, naam onbekend